# Lluís Llach
Lluís Llach i Grande (Verges, 7 maggio 1948) è un cantautore spagnolo.
Assieme a Joan Manuel Serrat è il più noto rappresentante della Nova cançó catalana; ma, a differenza di Serrat, compone le sue canzoni esclusivamente in catalano. Il suo percorso inizia nel 1967 come membro de Els setze jutges; e già dai primi anni scrive autentici inni di lotta e resistenza antifascista che divengono ben presto notissimi in tutta la Spagna sebbene composti in lingua catalana.
È il caso di Cal que neixin flors a cada instant (“Bisogna che nascano fiori in ogni momento”), La gallineta (“La gallinella”) o L'estaca ("Il Palo"), forse la sua canzone più nota, tradotta in molte lingue e vero strumento di rivendicazione e lotta popolare.
D'altro lato, Lluís Llach (si pronuncia gliuìs gliàc) è forse il cantautore iberico con la più vasta e solida formazione musicale e che più ha sviluppato il proprio percorso artistico e politico. La sua versatilità di compositore è straordinaria, passando fra la tradizione catalana e le sonorità mediterranee (in questo molto simile al De André di Crêuza de mä), tra cantate di sapore classico e ritmi decisamente pop e rock.
In Italia è stato conosciuto grazie al Club Tenco che lo ha premiato nel 1979 e lo ha ripresentato alla Rassegna della Canzone d'Autore negli anni 1981, 1983, 1989, 2005 (è l'artista straniero che vanta più partecipazioni). In Italia è stato pubblicato un unico disco, dalla Divergo nel 1979: Venim del nord, venim del sud (il cui titolo originale era El meu amic el mar). In lingua italiana sono state incise alcune sue canzoni: Vinyes verdes vora el mar (Vigne verdi sopra il mare interpretata da Milva e Una canzone a Laura (Laura) cantata dal catalano Roger Mas. Le canzoni, tradotte da Sergio Secondiano Sacchi, fanno parte del doppio cd collettivo Quelle piccole cose edito da Ala Bianca. Alessio Lega ha tradotto e interpretato Aprile 74 (Abril 74 per il doppio cd Si véns amb mi omaggio internazionale a Lluís Llach. La cui canzone più celebre L'estaca (che è anche l'inno della squadra di rugby a XV dell'Union Sportive Arlequins Perpignan di Perpignano) è stata cantata in occitano da Lou Dalfin col titolo Lo pal.

## Discografia
- Els èxits de Lluís Llach (1968)
- Ara i aquí (1970)
- Com un arbre nu (1972)
- Lluís Llach a l'Olympia (1973)
- L'Estaca (1973)
- I si canto trist... (1974)
- Viatge a Itaca (1975)
- Barcelona, gener de 1976 (1976)
- Campanades a morts (1977)
- El meu amic, el mar (1978)
- Somniem (1979)
- Verges 50 (1980)
- I amb el somriure, la revolta (1982)
- T'estimo (1984)
- Maremar (1985)
- Camp del Barça, 6 juli 1985 (1985)
- Astres (1986)
- Geografia (1988)
- La forja de un rebelde (BSO)(1990)
- Torna aviat (1991)
- Ara, 25 anys en directe (1992)
- Un pont de mar blava (1993)
- Rar (1994)
- Món Porrera (1995)
- Nu (1997)
- 9 (1998)
- Temps de revoltes (2000)
- Jocs (2002)
- Junts (met Josep Carreras, 2003)
- Poetes (2004)
- Que no s'apague la llum (met Feliu Ventura 2005)
- i. (2006)
- Verges 2007 (2007)